# Die Hirtenflöte (Joho)
Die Hirtenflöte ist eine Erzählung von Wolfgang Joho. Sie erschien 1947 im Aufbau-Verlag sowie 1952 in der Insel-Bücherei.

## Inhalt
Der junge Wehrmachts-Soldat Wendt ist mit seiner Truppe in einem Güterzug unterwegs durch das besetzte Jugoslawien und Griechenland. Bei der nächtlichen Durchquerung einer Bergschlucht muss er zusammen mit seinem Kameraden Bergmann Wache halten, da Partisanenangriffe befürchtet werden. Er sucht in seiner Erinnerung nach etwas, „das ihm allein gehörte“, und erinnert sich an die Nacht zuvor in Semlin, wo er das Mädchen Jarmila kennenlernte und die Nacht mit ihr verbrachte. Am nächsten Morgen reagierte Jarmila erschrocken auf die Nachricht, dass Wendt mit seiner Truppe weiterziehen muss.
Seinen älteren Kameraden Bergmann beneidet er darum, dass dieser eine Frau und Kinder hat. Wendt glaubt, dass Bergmann deshalb verschont werde, er selbst aber, der keine Bindungen hat, im Krieg sterben müsse. Als der Zug wegen unter den Gleisen versteckten Minen halten muss, wird er aus den Bergen beschossen. Bergmann, der an der Tür eines Waggons saß, wird als Einziger getroffen. Sein Tod bleibt zunächst unbemerkt, da er nicht umfällt, sondern an die Tür gelehnt sitzenbleibt.
Am nächsten Morgen erreicht der Zug Griechenland, gegen Mittag hält der Zug und alle müssen aussteigen. Wendt fühlt sich schuldig gegenüber Bergmann und meldet sich freiwillig zu einer Gruppe, die einen geeigneten Begräbnisplatz suchen und ein Grab ausheben soll. Sie finden einen idyllischen Platz am Ufer eines kleinen Flusses.
Am Abend nach der Beisetzung erfährt Wendt von einem Kameraden, dass es einheimische Frauen gebe, die Beziehungen mit Besatzungssoldaten anknüpften, um Informationen auszuspionieren und an die Partisanen weiterzugeben. Er glaubt nun, dass auch Jarmila dies mit ihm vorhatte, sich dann jedoch in ihn verliebt hat und ihn deshalb nicht aushorchte. Wegen ihres Erschreckens am nächsten Morgen vermutet Wendt, dass sie von dem geplanten Überfall auf den Zug gewusst habe.
Wendt verlässt den Lagerplatz seiner Kompanie und kehrt zum Grab zurück: Er ist verzweifelt und würde am liebsten mit dem Toten tauschen. Dann entkleidet er sich, um im Fluss zu baden, was seine traurige Stimmung zunächst vertreibt. Nach dem Bad hört er in der Ferne die Melodie einer Hirtenflöte und schläft ein. Er träumt, auf einem Berg in seiner Heimat zu sein; dort trifft er seine Jugendfreundin Hanna, die ihn zu dem Haus führt, wo beide zusammen mit Bergmann und Jarmila ein glückliches und friedvolles Leben führen. Im Traum hält er den realen Krieg und Bergmanns Tod für einen Alptraum.
Als er erwacht, beschließt er zu desertieren. Er läuft am Fluss entlang und entfernt sich immer weiter von seiner Truppe, in einem Gehöft bekommt er von einer alten Frau etwas zu essen. Nachdem er tagelang weitergewandert ist, wird er von einer Militärstreife festgenommen, in einer Kommandantur verhört und am nächsten Morgen hingerichtet.

## Thematik
Der Fokus des personalen Erzählers liegt nicht auf dem Kriegsgeschehen, sondern auf der psychischen Entwicklung eines jungen, unerfahrenen Soldaten. Wendt reflektiert darüber, wie er als Soldat seinen eigenen Willen unterdrücken muss. Nach den letzten Ereignissen (der Nacht mit Jarmila, dem Tod Bergmanns, dem Traum vom Frieden) kann er dies aber immer weniger akzeptieren. Seine Fahnenflucht ist also persönlich und nicht, wie der ihn verhörende Offizier vermutet, politisch motiviert.

## Quelle
- Wolfgang Joho: Die Hirtenflöte. Erzählung. Mit Zeichnungen von Hans Mau. Insel-Verlag Leipzig 1952 (Insel-Bücherei Nr. 311).